# Lino Červar
Lino Červar, hrvaški rokometaš in trener * 22. september 1950 Vrsar, SFRJ. 
Leta 2003 je vodil hrvaško moško rokometno reprezentanco do zmage zlate medalje na svetovnem prvenstvu leta 2003 in do zlate medalje na olimpijskih igrah 2004.
Kot član največje desnosredinske politične stranke na Hrvaškem - Hrvaške demokratične skupnosti (HDZ) - je bil poslanec v hrvaškem parlamentu od leta 2003 do 2008. 
Poleg hrvaškega ima Červar tudi makedonsko državljanstvo.